# Алатаубала
Алатаубала (баш. Алатаубала) — горный хребет на Южном Урале, на территории Ишимбайского района Башкортостана. Длина хребта — 12 км, ширина — 3 км, высота — около 548 м.
Хребет Алатаубала относится к хребтам Башкирского (Южного) Урала и является отрогом хребта Алатау. Хребет вытянут с севера на юг от реки Урюк до села Кулгунино Ишимбайского района и является водоразделом рек Алатауайры и Калуайры (притоки р. Большой Шишеняк, бассейн реки Зилим).

## Состав
Основные слагающие породы: известняки, песчаники, алевролиты, сланцы, доломиты инзерской и миньярской свит верхнего рифея.

## Ландшафты
На склонах — берёзово-осиново-сосновые и липово-дубово-сосновые леса.

## Топонимика
С башкирского баш. Алатаубала — буквально «малая пёстрая гора», исходное значение можно перевести как «ребенок Алатау» (поскольку является отрогом крупного хребта Алатау).